# John Norris (amiral)
Pour les articles homonymes, voir John Norris et Norris.
Sir John Norris (1670 ou 1671 - 13 ou 14 juin 1749), est un officier de marine britannique des XVIIe et XVIIIe siècles. Il sert en tant qu’Admiral of the Fleet et est commandant en chef de la Royal Navy pendant le règne de George II.

## Biographie

### Jeunesse et débuts dans laNavypendant la guerre de la Ligue d'Augsbourg
On sait peu de choses sur l'origine et la jeunesse de John Norris. Il se peut qu’il ait été d’origine irlandaise, et il est probablement né vers 1670. Il entre dans la Royal Navy en 1680 comme ordonnance d’un capitaine, et en août 1689, il est lieutenant sur le HMS Edgar commandé par l’amiral sir Cloudesley Shovell, son protecteur depuis plusieurs années et avec lequel il s’était lié d’une solide amitié. Il est nommé captain en 1690, et en 1692 il participe au combat de la Hougue.
En avril 1697, Norris, alors commandant du HMS Monk, est nommé commandant en chef à Terre-Neuve et commodore d’une petite escadre avec pour mission d’amener d’Angleterre le régiment du colonel John Gibsone et d’aller reprendre les territoires de Terre-Neuve tombés l’hiver précédent aux mains des forces françaises dirigées par Pierre Le Moyne d'Iberville et Jacques Testard de Montigny. En arrivant à St John’s, Norris trouve la ville dévastée et abandonnée par les Français. Il débarque des marins et des soldats pour réparer les fortifications. En juillet, il est informé de la présence, au large des Grands Bancs, d’une puissante flotte française commandée par le chef d'escadre de Pointis. Il souhaite aller attaquer les Français mais le conseil, au sein duquel se seraient trouvés Gibsone et l’ingénieur Michael Richards, passe outre à sa volonté et décide de rester sur la défensive. L’inertie de Norris lui vaut quelques critiques à son retour en Angleterre, en octobre, mais il est exonéré de tout blâme.
La paix de Ryswick est conclue en septembre 1697. Norris prend de nouveau le commandement du convoi de Terre-Neuve en 1698 et est en mesure d’informer le Board of Trade de la bonne marche des travaux de réfection des fortifications de St John’s et de la reprise rapide qu’il avait constatée dans l’industrie de la pêche.
En mai 1699, il épouse Elizabeth Aylmer, la fille de l'Admiral Matthew Aylmer, ce qui favorisera grandement sa carrière ultérieure.

### Guerre de Succession d'Espagne et promotions
Il reçoit le commandement du HMS Britannia, vaisseau amiral de l'Admiral Sir Cloudesley Shovell, en 1703 anobli en 1705 et promu admiral en 1709. Il est Member of Parliament représentant Rye et Portsmouth, de 1708 jusqu'à sa mort. D’une façon générale, il vota contre les mesures gouvernementales. En 1707, Norris servant sous Shovell, prend part à l'échec britannique lors du siège de Toulon Présent à bord du vaisseau amiral HMS Torbay, Norris est présent pendant le grand désastre naval au large des îles Sorlingues quand Shovell et quatre de ses vaisseaux périssent corps et biens, emportant par le fond près de 2 000 marins.
Norris, dont le surnom était « foul-weather Jack », sert à plusieurs reprises pendant la guerre de Succession d'Espagne sous le règne de Guillaume III et de la Reine Anne. Sous George Ier il est plusieurs fois à la tête d'une flotte en mer Baltique pour appliquer la politique étrangère du roi en montrant aux nations du Nord la force navale de la Grande-Bretagne.

### Opérations dans la Baltique
En 1715, il est envoyé à la tête d'une flotte dans la Baltique, officiellement pour protéger les navires marchands britanniques, mais officieusement pour maintenir le royaume de Suède pour le compte de Hanovre, dont George Ier était Électeur. Il fraternise à Reval avec les Russes et est reçu amicalement par le tsar Pierre Ier, qui lui offre le commandement de la marine impériale russe. Malgré cette proposition, il rentre en Angleterre en octobre. En mai 1716 il est à nouveau en Baltique pour dissuader une possible volonté suédoise, convaincus par les intérêts Jacobites, de conquérir l'Écosse. Après quelques péripéties et diverses rencontres avec des navires danois, russes et autres, il rentre en novembre de cette année.
En 1717, il négocie à nouveau avec le tsar Pierre, présent à Amsterdam, cette fois sans résultat. Il retourne en Baltique en 1718 avec des troupes peu nombreuses.
Après la mort du roi Charles XII de Suède, des négociations débutent entre George Ier et le royaume de Suède, John Norris reçoit l'ordre d'éviter que les Russes ne ravagent les côtes de Suède. Au moment où il arrive sur place, cependant, les Russes étaient déjà repartis, et Norris rentre en Angleterre une fois de plus. Il mène par la suite plusieurs expéditions dans le but de garder les Russes éloignés du territoire suédois, la dernière en 1727.
En 1734, il devient Admiral of the Fleet et commandant en chef.
En 1739, Norris est un des gouverneurs fondateurs de la nouvelle institution de charité basée à Londres, le Foundling Hospital, dont l'objectif est d’œuvrer dans le domaine de l'abandon d'enfants.

### Tentative d'invasion française
En 1744, il est placé à la tête des défenses du pays pour contrer la tentative imminente d'invasion française. Il se préparait à affronter la flotte française, lorsqu'une tempête disperse cette dernière - et les navires de transport de troupes envoyés en soutien - et la dissuade d'attaquer. À la suite de cela, Norris se retire de la Navy plus tard cette année.
Il décède le 13 ou 14 juin 1749, probablement à Hemsted Park, Kent, Angleterre.
Il a onze enfants et il semble que cinq d'entre eux aient dépassé le bas âge. Deux fils suivent ses traces et embrassent la carrière navale.

## Sources et bibliographie
- (en) J. F. Chance, George I and the northern war, 1909.
- (en) « John Norris (amiral) », dans Encyclopædia Britannica [détail de l’édition], 1911 (lire sur Wikisource).